# Turbonilla campanellae
Turbonilla campanellae är en snäckart som först beskrevs av Philippi 1836.  Turbonilla campanellae ingår i släktet Turbonilla och familjen Pyramidellidae. Inga underarter finns listade i Catalogue of Life.